# Oorlogskruis (België)
Het Oorlogskruis (Frans: Croix de guerre, Duits: Kriegskreuz) is een Belgische militaire onderscheiding. Zij werd ingesteld voor militairen die zich onderscheidden tijdens de Eerste Wereldoorlog. In 1940 kwam er een nieuwe versie, voor de Tweede Wereldoorlog.

## Oorlogskruis 1914-1918
De onderscheiding werd ingesteld door een Koninklijk Besluit op 25 oktober 1915, naar het voorbeeld van het Franse Oorlogskruis, dat op 8 april 1915 was ingesteld.
De onderscheiding werd enkel aan individuele militairen van land-, zee- en luchtmacht toegekend. In uitzonderlijke gevallen kon het gaan om buitenlandse militairen van geallieerde krijgsmachten.
Het Oorlogskruis werd verleend voor daden van moed tegenover de vijand. Daarnaast werd het ook verleend voor goed gedrag en drie jaar dienst aan het front (vijf frontstrepen), aan vrijwilligers ouder dan 40 jaar of jonger dan 16 jaar met minimaal 18 maanden dienst, aan ontsnapte krijgsgevangenen die zich binnen de drie maanden na hun ontsnapping opnieuw aanboden voor de dienst, en aan militairen die ten gevolge van hun verwondingen de strijd niet konden hervatten.
Het Belgisch Oorlogskruis kon postuum verleend worden en draagt in dat geval een zwart geëmailleerd staafje op het lint. De onderofficieren, korporaals en soldaten die zijn overleden ten gevolge van door de vijand ontvangen wonden worden benoemd tot ridders van de Orde van Leopold II met palm en ontvangen eveneens het Oorlogskruis.
In 2008 werd nog een Oorlogskruis postuum toegekend aan soldaat René Halain, die bij de beschieting van het Fort Loncin vermist was geraakt.
De medaille is een bronzen Maltezer kruis met bronzen ballen op de acht hoeken, twee gekruiste zwaarden en een Belgische leeuw op het centrale medaillon. Op de keerzijde is deze leeuw vervangen door het monogram van koning Albert I. Als verhoging is een bronzen beugelkroon aangebracht. Het model is gelijk aan het Militair Kruis uit 1885. Het wordt gedragen aan een rood moiré zijden lint met vijf groene strepen.
Een militair die een eervolle vermelding krijgt in het dagorder kan op het lint de volgende speldjes dragen:
- een bronzen Belgische Leeuw voor een vermelding in het dagorder van het regiment;
- een zilveren Belgische leeuw voor een vermelding in het dagorder van de brigade ;
- een gouden Belgische leeuw voor een vermelding in het dagorder van de divisie (landmacht);
- een bronzen palm voor een vermelding in het dagorder van het leger;
- vijf bronzen palmen worden vervangen door een zilveren palm
- vijf zilveren palmen worden vervangen door een gouden palm.

De leeuwen hebben soms de vorm van schildjes en zijn soms leeuwvormig. De palmen dragen een letter "A" (Albert).

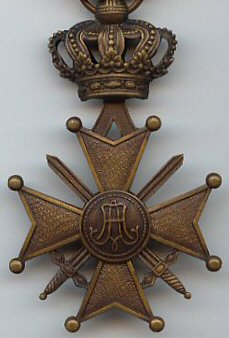
Keerzijde

## Oorlogskruis 1940
Op 20 juli 1940 werd de onderscheiding hernieuwd door een besluit van de Belgische regering in ballingschap. Deze wordt officieel aangeduid als Oorlogskruis 1940.
De versierselen zijn gelijkaardig aan de decoratie van 1915. Op de keerzijde van de medaille staat het monogram van Leopold III van België. Ook op de palmen staat een kleine "L". Het lint is rood met zes smalle groene strepen.
In deze nieuwe versie konden ook militaire eenheden, die tweemaal vermeld werden op het dagorder, een oorlogskruis ontvangen. Het kruis werd dan bevestigd aan het vaandel, vlag of standaard van de eenheid. Militairen die deel uitmaken van de eenheid kunnen een fourragère dragen in de kleuren van het Oorlogskruis.
Dit oorlogskruis werd niet alleen aan militairen stricto sensu verleend, maar ook aan verzetsstrijders. De toekenning ging ook na het einde van de Tweede Wereldoorlog verder, voor de veteranen van de Koreaanse Oorlog. De laatste nieuwe toekenning dateert van 2015.

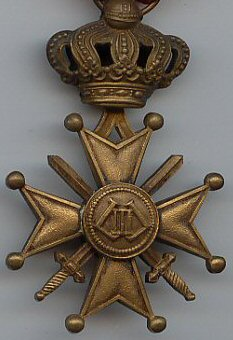
Keerzijde
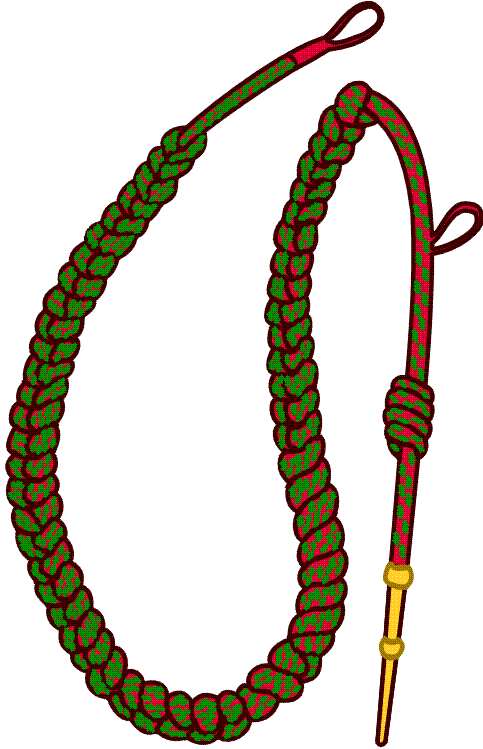
Fourragère

### Dragers van het Oorlogskruis 1940
- E.W. Blenkinsop. Hij droeg het kruis met palm.[5]
- H.V.B. Burgerhout RMWO, DSO. Hij droeg het kruis met palm.[6]
- Albert Mélot. Hij droeg het oorlogskruis met palm.
- Leonie Overgoor. Zij droeg het kruis met palm, het Verzetsherdenkingskruis (Nederland), en de Medaille van de Weerstand.
- Jean-Baptiste Piron. Hij droeg het oorlogskruis met palm.
- A.W. Witholt. Hij droeg het kruis met palm
- R.J.E.M. van Zinnicq Bergmann.[6].
- Alice Rels. Zij droeg het kruis met palm
- Michel Geysemans, verzetsstrijder. Hij kreeg het oorlogskruis postuum.
- Hortense Daman, verzetsstrijdster
- Rodolphe de Hemricourt de Grunne. Hij droeg het oorlogskruis met vier palmen.[7]
- Jean Offenberg.[8]:p19
- Emmanuel Deveen. Verzetsstrijder, sluikpers. één palm.

## Oorlogskruis 1954
Op 3 april 1954 heeft de Belgische regering een derde Oorlogskruis ingesteld. De onderscheiding is voor de volgende oorlogen gedacht. Het is evenwel nog nooit toegekend.
Het kruis is gelijk aan dat van het Oorlogskruis 1940 maar de medaillons zijn verschillend. Op de voorzijde staat de Brabantse leeuw, maar op de achterzijde koos men voor een koninklijk wapen in plaats van een koninklijk monogram. Het lint is groen met zes smalle rode strepen en dus het spiegelbeeld van het oorlogskruis 1940.

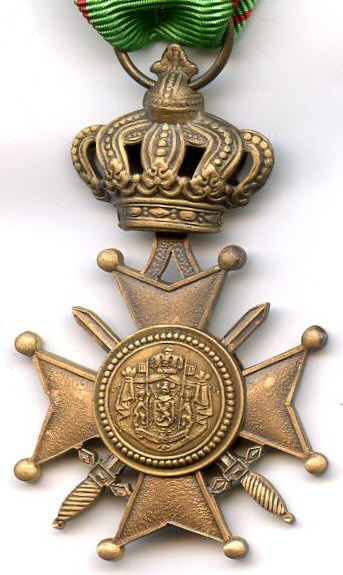
Keerzijde